# Erik der Wikinger
Erik der Wikinger (Originaltitel: Erik the Viking) ist eine Filmkomödie von Terry Jones, einem ehemaligen Mitglied der englischen Komikergruppe Monty Python, aus dem Jahr 1989. Der Film startete am 9. November 1989 in den deutschen Kinos.

## Handlung
Erik der Wikinger lebt in dem norwegischen Dorf Ravensfjord und geht mit auf Raubzüge – weil Wikinger dies eben tun. Als er auf einem Raubzug der schönen Helga begegnet und sie aus Versehen tötet, bekommt er Zweifel an dem, was die Wikinger tun. Die alte Seherin Freyja bestätigt seine Befürchtungen: Es ist Ragnarök, der Fenriswolf hat die Sonne gefressen und die Welt in Dunkelheit gehüllt; die Menschen müssen sich bekämpfen, weil die Götter sich schlafengelegt haben. Nur das Wunderhorn von König Arnulf kann sie wecken. Aber dazu muss zuerst das Wunderhorn besorgt und dann eine Reise nach Walhalla, dem Sitz der Götter, angetreten werden. Erik und seine Mannen stellen sich der Aufgabe – doch Loki, der Gehilfe des Dorfschmieds Keitel, hat Bedenken: Wenn die Menschen nicht mehr Krieg führen, ist er arbeitslos. Loki stachelt Keitel an, an Eriks Expedition teilzunehmen, und informiert heimlich den lokalen Fürsten Halbtyr den Schwarzen. Dieser beginnt darauf, Jagd auf Erik und die Wikinger zu machen.
Nach einer Begegnung mit einem Drachen, der das Schiff fast versenkt, landen Erik und seine Mannen auf Atlantis-West (im englischen Original: Hy Brasil), der Insel des König Arnulf. Hier sind die Menschen immer fröhlich, denn ein Fluch lastet auf der Insel: Sollte jemals ein Tropfen menschliches Blut durch das Schwert vergossen werden, würde sie im Meer versinken. Die Fröhlichkeit hat Spuren hinterlassen, und König Arnulf und seine Untertanen finden größtes Vergnügen im Singen von Liedern mit sinnlosem Text („Di-da, di-da, di-da …“). Obwohl der König eifersüchtig über sie wacht, lässt Erik sich auf eine Romanze mit Arnulfs Tochter, Prinzessin Aud, ein. Als plötzlich Halbtyrs Schiff am Horizont auftaucht, greifen, um Atlantis-West vor dem Untergang zu bewahren, Erik und seine Gefolgsleute Halbtyr auf dem Meer an (damit kein Tropfen Blut auf der Insel vergossen wird), und es gelingt ihnen, wenn auch unter Verlusten, den Gegner zu besiegen. Halbtyr selbst entkommt, dafür entpuppt sich einer seiner Mannen als Loki, Gehilfe des Schmieds, der behauptet, er habe vorgehabt, Halbtyr zu sabotieren.
Arnulf ist nun bereit, Erik das Wunderhorn zu überlassen, doch zuerst muss gefeiert werden. Im Verlauf der anschließenden Nacht stiehlt Loki das Mundstück des Horns und nötigt Keitel dazu, es ins Meer zu werfen. Er wird jedoch von einem der Wikinger beobachtet, der von Loki hinterrücks getötet wird. Damit erfüllt sich der Fluch, und Atlantis-West beginnt zu versinken, während König Arnulf unerschütterlich verkündet, es sei alles in Ordnung, da die Notenbanken den Dollar stützen werden. Erik und die Seinen retten sich, Prinzessin Aud und das Wunderhorn auf ihr Schiff, König Arnulf und sein Gefolge gehen singend unter.
Da Prinzessin Aud das Mundstück des Horns gefunden hat, kann es nun geblasen werden: Mit dem ersten Ton landen die Wikinger in Walhalla, der zweite weckt die Götter. Als Erik ihnen gegenübertritt, erlebt er allerdings eine Überraschung: Die Götter sind Kinder, und sie erklären, sie könnten am Zustand der Menschheit nichts ändern. Sie könnten die Menschen nicht dazu bringen, einander zu lieben oder zu hassen. Als Erik gehen will, machen sie ihn darauf aufmerksam, dass er nicht gehen kann; der Ort ist Walhalla, von dem es kein Zurück mehr gibt. Da er allerdings nicht im Kampf gestorben sei, sei sein Platz im Höllenfeuer Hel. Doch in der Zwischenzeit ist der christliche Mönch Harald, der auch zu Eriks Besatzung gehört, zum Schiff zurückgekehrt – da er nicht an Walhalla glaubt, konnten ihn dessen Mauern nicht aufhalten. Er bläst das Wunderhorn zum dritten Mal. Dieser dritte Ton bringt die Wikinger in letzter Sekunde zurück nach Hause in ihr Dorf.
Dieses ist allerdings inzwischen von Halbtyr überfallen worden. Als er sich anschickt, die als Geiseln genommene Dorfbevölkerung zu töten, stürzt das Wikingerschiff mit Harald an Bord vom Himmel und begräbt ihn und seine Mannen unter sich. Und nun sehen die Wikinger zum ersten Mal die Auswirkungen dessen, was sie geleistet haben: Der Fenriswolf ist verjagt, die Sonne geht auf.

## Hintergrund
Der Film basiert lose auf den nordischen Göttermythen um die Asen, wobei allerdings einige sterbliche Figuren (Freya, Loki) Götternamen tragen. Terry Jones hatte für seinen Sohn zuvor bereits ein Kinderbuch mit dem Titel Erik the Viking geschrieben, im Abspann des Filmes wird allerdings darauf hingewiesen, dass dieses Buch und der Film fast nichts miteinander zu tun haben, obwohl Jones hoffe, der Film würde den Buchverkauf ankurbeln.
Eine ebenfalls im Abspann vorkommende kurze Bemerkung ist eine Anspielung auf einen Sketch von Monty Python: „This film also does not involve SPAM. This will hurt Hormel's sales.“ (Deutsch etwa: „Dieser Film enthält auch kein Spam (sülzeähnliches Dosenfleisch). Das wird die Verkäufe von Hormel schädigen.“) Diese Anspielung bezieht sich auf den Spam-Sketch aus Monty Python’s Flying Circus, der auch der Ursprung der Verwendung des Wortes Spam für die unerwünschten Massen-Werbemails ist. Die erwähnte Firma Hormel ist Hauptproduzent des Lebensmittels Spam.
Terry Jones’ Rolle als König Arnulf erinnert sehr stark an eine Rolle, die Jones in der zweiten Folge von Monty Pythons fliegender Zirkus verkörpert: Auch hier spielt er einen König, auch dieser wacht eifersüchtig über seine Tochter und auch er hat Freude an Liedern mit sinnlosem Text („Ja-di-jakedi, Lum-jum-bu...“).

## Versionen
Der ursprüngliche Film hatte eine Länge von ca. 100 Minuten. In dieser Fassung lief er unter anderem in den USA im Kino. Regisseur Jones war, wie er in den Notizen zur britischen DVD-Wiederveröffentlichung von 2006 schreibt, unzufrieden mit dem seiner Meinung nach zu gemächlichen Tempo des Films. Er hatte jedoch vor dem US-Veröffentlichungstermin nicht ausreichend Zeit, einen Neuschnitt anzufertigen. Für den britischen und europäischen Kinostart fertigte er eine auf 90 Minuten gekürzte Fassung an, auf der auch alle verfügbaren DVD-Veröffentlichungen basieren. Von der ursprünglichen 100-minütigen US-Kino-Fassung existieren mittlerweile keine Kopien mehr.
Auf der deutschen DVD-Version von Concorde-Entertainment ist sowohl die deutsche Kinofassung (93 Minuten) als auch die Langfassung von 103 Minuten enthalten.
Auch mit der 90-minütigen Fassung war Jones nicht zufrieden, aufgrund festgesetzter Veröffentlichungstermine waren jedoch keine weiteren Kürzungen vor dem Kinostart mehr möglich.
Terry Jones erhielt für eine – bisher nur auf dem britischen Markt veröffentlichte – DVD-Neuauflage von Erik der Wikinger vom Verleger der DVD die Möglichkeit, den Film nochmals zu kürzen. Letztlich arbeitete hauptsächlich sein Sohn (für den er ursprünglich das Kinderbuch Erik the Viking geschrieben hatte) an dem Neuschnitt, der daher Erik the Viking – The Director's Son's Cut heißt. Im Gegensatz zu fast allen anderen „Director's Cut“-Neuschnitten ist diese neue Fassung mit nur 75 Minuten Laufzeit erheblich kürzer als die Kinofassung. Mit der Kürzung wurde nicht nur das Tempo erhöht – worüber Jones sich in den Produktionsnotizen hocherfreut zeigt –, sondern auch kleinere logische Fehler behoben, indem die Position bestimmter Szenen ausgetauscht wurde.

## Synchronisation
Peter Freund, der zur damaligen Zeit die Kino-Abteilung des Jugendfilm-Verleihs leitete, war Hauptverantwortlicher für die deutsche Synchronfassung des Films, die vom Original stark abweicht. „Ich sah darin die einzige Chance, dem ziemlich misslungenen und überraschend witzlosen Film, der zudem in den meisten Ländern, u. a. auch in England und USA, gnadenlos durchgefallen war, doch noch zum Erfolg zu verhelfen“, erklärte er später. Die Überlegung erwies sich als goldrichtig: mit weit über einer Million Kino-Besuchern war Deutschland das einzige Territorium weltweit, in dem „Erik der Wikinger“ einen Kino-Erfolg feiern konnte.
Die deutsche Fassung des Filmes hat eine ähnliche Bearbeitung erfahren wie seinerzeit der Film Die Ritter der Kokosnuß, indem völlig neue Gags eingebaut wurden, die häufig einen starken Bezug zur aktuellen Politik hatten. So beschreibt Freyja das Zeitalter von Ragnarök als das Zeitalter, „in dem Ruß vom Himmel fällt, und Reagan, der die Blätter vom Bush treibt, und dass schwarzer Kohl sich breit machen würde in diesem unserem Lande.“ (eine Anspielung auf den Wechsel im Amt des amerikanischen Präsidenten, das in den 1980ern von Ronald Reagan an George Bush ging, sowie auf den damaligen Bundeskanzler und CDU-Politiker Helmut Kohl). Die Insel von König Arnulf heißt im Original Hy-Brazil, in der deutschen Fassung Atlantis-West (Anspielung auf Berlin-West), das Wunderhorn erhält im Deutschen den Namen His Master’s Voice (Original: „the Horn Resounding“). An einer anderen Stelle heißt es: „So, wie ihr ausseht, heißt ihr alle Björn, bis auf den da hinten, der heißt Engholm!“
Auch die sonstigen Texte sind verändert und mit noch mehr Gags versehen worden, etwa als der im Dorf lebende Mönch Harald seufzend meint, er lebe schon so lange hier und habe noch niemand zum rechten Glauben bekehrt. Schnorri, einer der Wikinger entgegnet, Thor Abkehrsons Frau sei doch konvertiert. Harald meint darauf, sie sei zur Moon-Sekte übergetreten und keine Christin, auf Schnorris Bemerkung „Das ist doch alles dasselbe!“ entgegnet er: „Leider nicht für die Kirchensteuer!“ (im Original sagt er einfach: „No, it is NOT!“).
- Erik (Tim Robbins): Charles Rettinghaus
- Halbtür der Schwarze (John Cleese): Thomas Danneberg
- Loki (Antony Sher): Santiago Ziesmer
- Häuptling (Mickey Rooney): Gerd Duwner
- Harald (Freddie Jones): Wolfgang Völz[2]

## Kritiken
„Unterhaltsames Fantasy-Spektakel mit treffsicherer Situationskomik und schräg-schrillem Humor typisch britischer Prägung; einige Akzente sind allzu grob gesetzt, die Synchronisation ist mehr als bemüht.“

„Ex-„Monty Python“-Mitglied Terry Jones drehte das starbesetzte Historienabenteuer mit hübschen Spezialeffekten, treffsicheren Pointen und gewohnt schwarzem und überdrehtem Humor. Abenteuerpersiflage, auf richtigem Kurs!“